# Motta Baluffi
Motta Baluffi – miejscowość i gmina we Włoszech, w regionie Lombardia, w prowincji Cremona.
Według danych na rok 2004 gminę zamieszkiwało 968 osób, 60,5 os./km².